# De quantitate animae

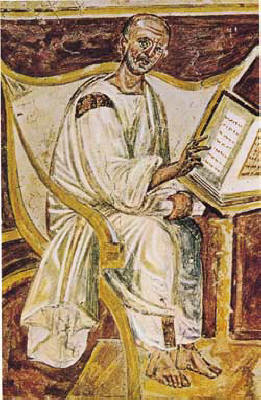
Augustinus, Fresko aus dem Lateran, 6. Jahrhundert

De quantitate animae (lateinisch; deutsch: „Über die Größe der Seele“) ist ein philosophisch-theologischer Dialog, den Augustinus von Hippo im Jahr 387 während seines Aufenthaltes in Mailand kurz nach seiner Bekehrung verfasste.
Das Werk, das auch die Immaterialität der Seele zum Thema hat, ist eine Auseinandersetzung mit Tertullian, der eine Körperlichkeit bzw. Leiblichkeit der Seele lehrte. Augustinus hingegen vertritt hier eine strikte Unkörperlichkeit der menschlichen Seele.

## Inhalt
In seiner Abhandlung De immortalitate animae hatte Augustinus versucht, die Unsterblichkeit der Seele mit dem Hinweis auf deren Teilhabe an den „ewigen Wahrheiten“ zu beweisen. Hier geht er noch einen Schritt weiter: Er versucht, die Immaterialität der Seele mit dem Hinweis auf die Tatsache zu beweisen, dass die Seele ja auch Immaterielles, wie die Gegenstände der Mathematik, wahrnehmen könne. Außerdem versucht er, die Unausgedehntheit bzw. die Unkörperlichkeit der menschlichen Seele zu beweisen. Damit grenzt er sich in dieser Frage scharf von Tertullian ab, der die Körperlichkeit bzw. Leiblichkeit der Seele gelehrt hatte.

## Rezeption
Das Werk gilt als nicht ganz gelungen, da einzelne Teile daraus nur ad hoc behauptet, aber nicht hergeleitet werden. Sie wirken teilweise wie konstruiert oder aufgesetzt. Daher spielte das Werk in der Rezeptionsgeschichte des Augustinus nur eine eher untergeordnete Rolle.

## Textausgaben
- Illuminierte Handschrift. Grünhain 13./14. Jahrhundert.  Hrsg. Deutsche Forschungsgemeinschaft. Thüringer Universitäts- und Landesbibliothek Jena.
- De quantitate animae. In: Jacques-Paul Migne (Hrsg.): Patrologia Latina. Documenta Catholica Omnia, Volltext, pdf
- Die Größe der Seele. De quantitate animae liber unus. Deutsch von Carl Johann Perl. Paderborn: Schöningh 1960.